# Yavitero
El yavitero o pareni (i a vegades baniwa) és una llengua extinta parlada a l'Amazones veneçolà a la vora de l'Orinoco. L'últim parlant conegut va morir el 1984.

## Classificació
El yavitero o pareni és una llengua arawak. El parentiu amb la resta de llengües arawak es coneix des que Alexander von Humboldt va reunir una llista de paraules i les va comparar amb el maipure pròpiament dit.
| Pareni     | Maipure           | Català     |
| ---------- | ----------------- | ---------- |
| camosi     | kié (kiepurig)    | 'sol'      |
| keri       | kejapi (cagijapi) | 'lluna'    |
| ouipo      | urrupu            | 'estrella' |
| oueni (ut) | oueni             | 'aigua'    |
| casi       | catti             | 'foc'      |
| nosivi     | nokirri           | 'nas'      |

Humboldt escriu que el missioner i lingüista Gilii considerava el yavitero un dialecte dels idiomes maipures. El científic alemany es pregunta si no era més aviat una mescla de dos idiomes.
Humboldt apunta que una de les roques en Maipures és coneguda com Keri i els nadius de la zona creuen veure en ella la imatge d'una lluna plena. Els indígenes indiquen en el mitjà de les cataractes de Maipures una altra roca que anomenen Casomi, o sol.

## Fonologia
Vocals
|         | Frontal | Central | Posterior |
| ------- | ------- | ------- | --------- |
| Tancada | i       |         | u         |
| Mitjana | e       |         |           |
| Oberta  |         | a       |           |

Consonants
|                  | Labial | Coronal | Dorsal | Glotal |
| ---------------- | ------ | ------- | ------ | ------ |
| Nasal            | m      | n       | ɲ      |        |
| Oclusiva         | b      | t d     | k g    |        |
| Africada         |        | t͡s d͡z   |        |        |
| Fricativa        |        | s       |        | h      |
| Bategant         |        | ɾ       |        |        |
| Bategant lateral |        | ɺ̥ ɺ     |        |        |
| Aproximant       | w      |         | j      |        |